# Bisbat de Nanterre
El bisbat de Nanterre (francès: Diocèsede Nanterre, llatí: Dioecesis Nemptodurensis) és una seu de l'Església Catòlica a França, sufragània de l'arquebisbat de París. Al 2013 tenia 945.000 batejats sobre una població de 1.561.745 habitants. Actualment està vacant, a l'espera que el bisbe electe Matthieu Rougé prengui possessió.

## Territori
La diòcesi comprèn el departament francès d'Hauts-de-Seine.
La seu episcopal és la ciutat de Nanterre, on es troba la catedral de Santa Genoveva i Sant Maurici.
El territori s'estén sobre 175 km², i està dividit en 83 parròquies, agrupades en 9 vicariats.

## Història

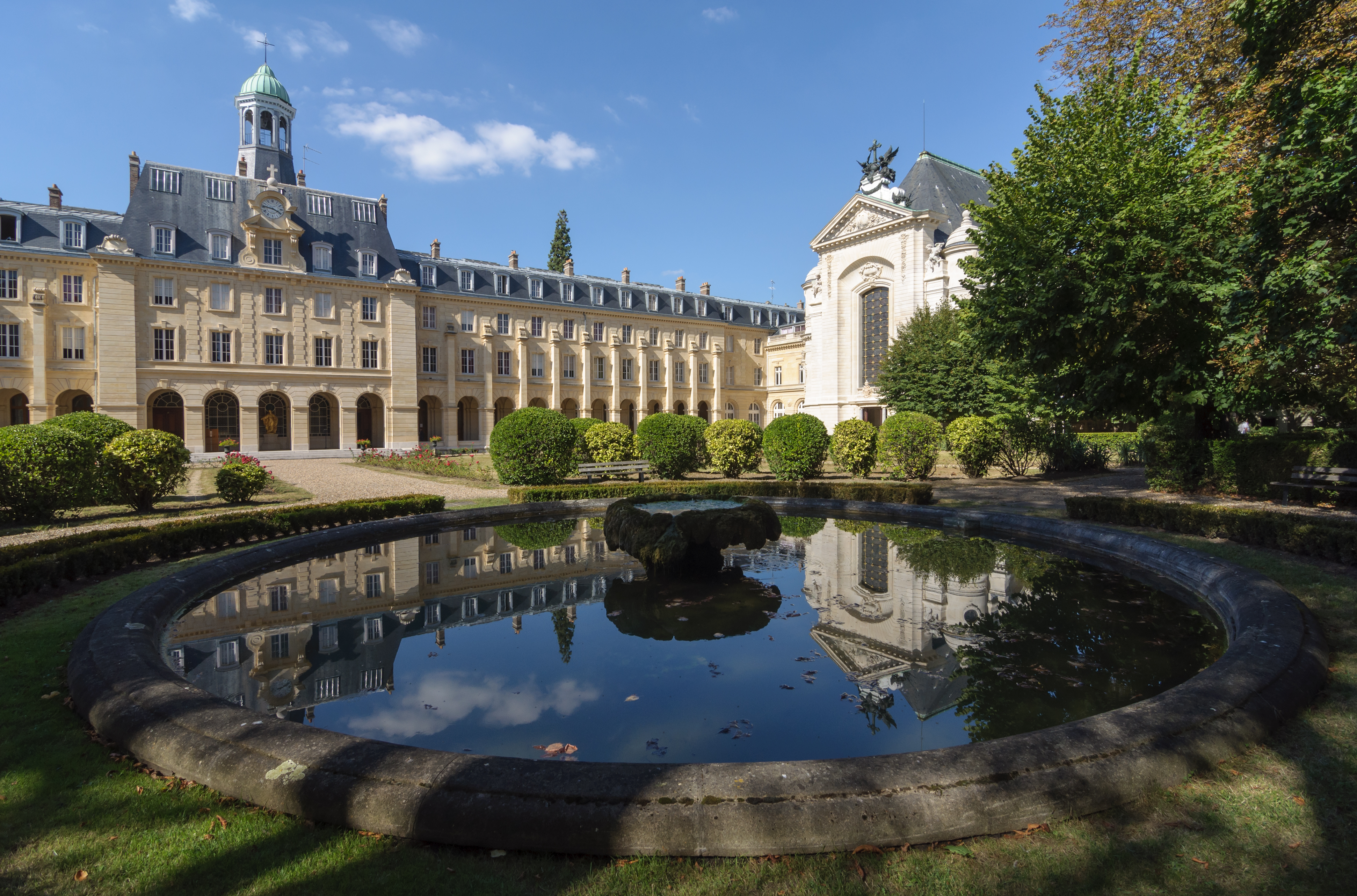
El seminari interdiocesà d'Issy-les-Moulineaux vist des dels jardins.

La diòcesi va ser erigida el 9 d'octubre de 1966 mitjançant la butlla Qui volente Deo del papa Pau VI; la major part del territori (corresponent a 27 municipis) va ser pres del de l'arquebisbat de París, mentre que una mínima part (9 municipis) va ser sostret de la diòcesi de Versalles. La nova diòcesi, sufragània de l'arxidiòcesi de París, correspon al nou departament dels Hauts-de-Seine, creat amb la llei del 10 de juliol de 1964.
Al territori diocesà, a Issy-les-Moulineaux, es troba el seminari de Sant Sulpici, erigit per Jean-Jacques Olier, fundador de la Companyia de Sacerdots de Sant Sulpici al segle XVII; que actualment funciona com a seminari interdiocesà per a moltes de les diòcesis del nord de França.

## Cronologia episcopal
- Jacques Marie Delarue † (9 d'octubre de 1966 - 23 d'agost de 1982 mort)
- François-Marie-Christian Favreau (8 de setembre de 1983 - 18 de juny de 2002 renuncià)
- Gérard Antoine Daucourt (18 de juny de 2002 - 14 de novembre de 2013 renuncià)
- Michel Aupetit (4 d'abril de 2014 - 7 de desembre de 2017 nomenat arquebisbe de París)
- Matthieu Rougé, des del 5 de juny de 2018

## Estadístiques
A finals del 2013, la diòcesi tenia 945.000 batejats sobre una població de 1.561.745 persones, equivalent al 60,5% del total.
| any  | població  | població  | població | sacerdots | sacerdots       | sacerdots       | sacerdots             | diaques | religiosos | religiosos | parròquies |
| ---- | --------- | --------- | -------- | --------- | --------------- | --------------- | --------------------- | ------- | ---------- | ---------- | ---------- |
| any  | batejats  | total     | %        | total     | clergat secular | clergat regular | batejats por sacerdot | diaques | homes      | dones      |            |
| 1970 | 1.300.000 | 1.470.540 | 88,4     | 552       | 453             | 99              | 2.355                 |         | 190        | 1.529      | 73         |
| 1980 | 1.225.000 | 1.436.000 | 85,3     | 357       | 248             | 109             | 3.431                 | 3       | 199        | 1.150      | 117        |
| 1990 | 1.189.000 | 1.435.000 | 82,9     | 369       | 243             | 126             | 3.222                 | 6       | 211        | 750        | 117        |
| 1999 | 950.000   | 1.410.000 | 67,4     | 324       | 179             | 145             | 2.932                 | 24      | 236        | 696        | 80         |
| 2000 | 963.000   | 1.430.000 | 67,3     | 330       | 186             | 144             | 2.918                 | 30      | 231        | 691        | 80         |
| 2001 | 950.000   | 1.410.000 | 67,4     | 346       | 193             | 153             | 2.745                 | 30      | 262        | 687        | 80         |
| 2002 | 950.000   | 1.410.000 | 67,4     | 330       | 188             | 142             | 2.878                 | 33      | 208        | 520        | 80         |
| 2003 | 857.000   | 1.428.881 | 60,0     | 281       | 169             | 112             | 3.049                 | 33      | 142        | 505        | 80         |
| 2004 | 857.000   | 1.428.881 | 60,0     | 263       | 151             | 112             | 3.258                 | 36      | 142        | 430        | 80         |
| 2013 | 945.000   | 1.561.745 | 60,5     | 283       | 172             | 111             | 3.339                 | 51      | 178        | 387        | 83         |